# Vuelta a Andalucía
Vuelta a Andalucía (též nazývaný Ruta del Sol) je etapový cyklistický závod konaný ve Andalusii ve Španělsku. Závod, který se s přestávkami koná od roku 1925 je od roku 2005 součástí UCI Europe Tour. V roce 2020 se závod stal součástí nově vzniklé UCI ProSeries. Přezdívka závodu, Ruta del Sol, je odvozena od místní populární turistické oblasti Costa del Sol. Ročník 2021 musel být kvůli pandemii covidu-19 odložen na květen. Vítězem se stal Kolumbijec Miguel Ángel López.

## Seznam vítězů
| Rok       | Země               | Jezdec                   | Tým                              |
| --------- | ------------------ | ------------------------ | -------------------------------- |
| 1925      | Španělsko          | Ricardo Montero          | Real Union Irun                  |
| 1926–1954 | Nejelo se          | Nejelo se                | Nejelo se                        |
| 1955      | Španělsko          | José Gómez del Moral     | individuál                       |
| 1956      | Španělsko          | Miguel Bover             | Splendid–d'Alessandro            |
| 1957      | Španělsko          | Hortencio Vidaurreta     | Real Union–Palmera               |
| 1958      | Španělsko          | Gabriel Company          | Faema–Guerra                     |
| 1959      | Španělsko          | Miguel Pacheco           | Faema–Guerra                     |
| 1960      | Španělsko          | Gabriel Mas              | Faema                            |
| 1961      | Španělsko          | Angelino Soler           | Faema                            |
| 1962      | Španělsko          | José Antonio Momeñe      | KAS                              |
| 1963      | Španělsko          | Antonio Barrutia         | KAS–Kaskol                       |
| 1964      | Západní Německo    | Rudi Altig               | Saint-Raphaël–Gitane–Dunlop      |
| 1965      | Španělsko          | José Segu                | Tedi Montjuich                   |
| 1966      | Španělsko          | Jesús Aranzabal          | Fagor                            |
| 1967      | Španělsko          | Ramon Mendiburu          | Fagor                            |
| 1968      | Belgie             | Antoon Houbrechts        | Flandria–De Clerck               |
| 1969      | Španělsko          | Antonio Gómez del Moral  | KAS–Kaskol                       |
| 1970      | Španělsko          | José Gómez               | KAS–Kaskol                       |
| 1971      | Belgie             | Jean-Pierre Monseré      | Flandria–Mars                    |
| 1972      | Nizozemsko         | Jan Krekels              | Goudsmit–Hoff                    |
| 1973      | Belgie             | Georges Pintens          | Rokado                           |
| 1974      | Belgie             | Freddy Maertens          | Carpenter–Confortluxe–Flandria   |
| 1975      | Belgie             | Freddy Maertens          | Carpenter–Confortluxe–Flandria   |
| 1976      | Nizozemsko         | Gerrie Knetemann         | TI–Raleigh                       |
| 1977      | Západní Německo    | Dietrich Thurau          | TI–Raleigh                       |
| 1978      | Nejelo se          | Nejelo se                | Nejelo se                        |
| 1979      | Západní Německo    | Dietrich Thurau          | IJsboerke–Warncke                |
| 1980      | Belgie             | Daniel Willems           | IJsboerke–Warncke                |
| 1981      | Nizozemsko         | Jos Schipper             | HB Alarmsystemen                 |
| 1982      | Belgie             | Marc Sergeant            | Boule d'Or                       |
| 1983      | Španělsko          | Eduardo Chozas           | Zor–Gemeaz Cusin                 |
| 1984      | Španělsko          | Julián Gorospe           | Reynolds                         |
| 1985      | Západní Německo    | Rolf Gölz                | Del Tongo                        |
| 1986      | Nizozemsko         | Steven Rooks             | PDM–Concorde                     |
| 1987      | Západní Německo    | Rolf Gölz                | Superconfex–Kwantum–Yoko–Colnago |
| 1988      | Belgie             | Edwig Van Hooydonck      | Superconfex–Yoko–Opel–Colnago    |
| 1989      | Itálie             | Fabio Bordonali          | Malvor–Sidi                      |
| 1990      | Španělsko          | Eduardo Chozas           | ONCE                             |
| 1991      | Španělsko          | Roberto Lezaun           | Banesto                          |
| 1992      | Španělsko          | Miguel Martínez Torres   | ONCE                             |
| 1993      | Španělsko          | Julián Gorospe           | Banesto                          |
| 1994      | Itálie             | Stefano Della Santa      | Mapei–CLAS                       |
| 1995      | Itálie             | Stefano Della Santa      | Mapei–GB–Latexco                 |
| 1996      | Austrálie          | Neil Stephens            | ONCE                             |
| 1997      | Německo            | Erik Zabel               | Team Telekom                     |
| 1998      | Španělsko          | Marcelino García         | ONCE                             |
| 1999      | Španělsko          | Javier Pascual Rodríguez | Kelme                            |
| 2000      | Španělsko          | Miguel Ángel Peña        | ONCE–Deutsche Bank               |
| 2001      | Nizozemsko         | Erik Dekker              | Rabobank                         |
| 2002      | Španělsko          | Antonio Colom            | Relax–Fuenlabrada                |
| 2003      | Španělsko          | Javier Pascual Llorente  | Kelme–Costa Blanca               |
| 2004      | Španělsko          | Juan Carlos Domínguez    | Saunier Duval–Prodir             |
| 2005      | Španělsko          | Francisco Cabello        | Comunidad Valenciana–Elche       |
| 2006      | Španělsko          | Carlos García Quesada    | Unibet.com                       |
| 2007      | Španělsko          | Óscar Freire             | Rabobank                         |
| 2008      | Španělsko          | Pablo Lastras            | Caisse d'Epargne                 |
| 2009      | Nizozemsko         | Joost Posthuma           | Rabobank                         |
| 2010      | Austrálie          | Michael Rogers           | HTC–Highroad                     |
| 2011      | Španělsko          | Markel Irizar            | Team RadioShack                  |
| 2012      | Španělsko          | Alejandro Valverde       | Movistar Team                    |
| 2013      | Španělsko          | Alejandro Valverde       | Movistar Team                    |
| 2014      | Španělsko          | Alejandro Valverde       | Movistar Team                    |
| 2015      | Spojené království | Chris Froome             | Team Sky                         |
| 2016      | Španělsko          | Alejandro Valverde       | Movistar Team                    |
| 2017      | Španělsko          | Alejandro Valverde       | Movistar Team                    |
| 2018      | Belgie             | Tim Wellens              | Lotto–Soudal                     |
| 2019      | Dánsko             | Jakob Fuglsang           | Astana                           |
| 2020      | Dánsko             | Jakob Fuglsang           | Astana                           |
| 2021      | Kolumbie           | Miguel Ángel López       | Movistar Team                    |
| 2022      | Nizozemsko         | Wout Poels               | Team Bahrain Victorious          |
| 2023      | Slovinsko          | Tadej Pogačar            | UAE Team Emirates                |
| 2024      | Belgie             | Maxim Van Gils           | Lotto–Dstny                      |
| 2025      | Francie            | Pavel Sivakov            | UAE Team Emirates XRG            |

### Vícenásobní vítězové
| Vítězství | Jezdec                    | Ročníky                      |
| --------- | ------------------------- | ---------------------------- |
| 5         | Alejandro Valverde (ESP)  | 2012, 2013, 2014, 2016, 2017 |
| 2         | Freddy Maertens (BEL)     | 1974, 1975                   |
| 2         | Dietrich Thurau (FRG)     | 1977, 1979                   |
| 2         | Rolf Gölz (FRG)           | 1985, 1987                   |
| 2         | Eduardo Chozas (ESP)      | 1983, 1990                   |
| 2         | Julián Gorospe (ESP)      | 1984, 1993                   |
| 2         | Stefano Della Santa (ITA) | 1994, 1995                   |
| 2         | Jakob Fuglsang (DEN)      | 2019, 2020                   |

### Vítězství dle zemí
| Vítězství | Země                             |
| --------- | -------------------------------- |
| 37        | Španělsko                        |
| 9         | Belgie                           |
| 7         | Nizozemsko                       |
| 6         | Německo (včetně Západní Německo) |
| 3         | Itálie                           |
| 2         | Austrálie, Dánsko                |
| 1         | Kolumbie                         |
| 1         | Spojené království               |
| 1         | Slovinsko                        |
| 1         | Francie                          |